# Crossandra
- Commons
- Wikispecies

Crossandra Salisb., segundo o Sistema APG II, é um gênero botânico da família Acanthaceae.
Encontrados na África, na Península Arábica, Madagascar e  na Índia. 4 espécies são encontradas na África do Sul.

## Sinonímia
- Harrachia Jacq. ; Pleuroblepharis Baill. ; Polythrix Nees; Strobilacanthus Griseb..

## Espécies
- Crossandra acutiloba
- Crossandra afromontana
- Crossandra albolineata
- Crossandra angolensis
- Crossandra arenicola
- «Lista completa»

## Nome e referências
Crossandra Salisb. 1805.

## Classificação do gênero
| Sistema | Classificação                       | Referência            |
| ------- | ----------------------------------- | --------------------- |
| APG II  | Ordem Lamiales, família Acanthaceae | APweb, versão 9, 2008 |